# James Lesure
James Lesure (21 de septiembre de 1970) es un actor estadounidense, más conocido por sus papeles como Gibbs en la serie cómica de TBS, Men at work, como Mike Cannon en la serie de NBC Las Vegas y como Mel Ellis en la serie cómica de NCB/WB For Your Love.

## Televisión
Lesure interpreta a Alonzo, una ex estrella de baloncesto, en la comedia de ABC Mr. Sunshine, un reemplazo de mitad de temporada de 2010-11 con Matthew Perry y Allison Janney. Sus papeles anteriores de televisión incluyeron los personajes Mike Cannon en Las Vegas (2003-2008) y el abogado Mel Ellis en la serie cómica For Your Love (1998-2002), protagonizando con Holly Robinson Peete.
Lesure tuvo un papel recurrente en el show de NBC, Lipstick Jungle, interpretando a Griffin Bell, y también es conocido por sus papeles de aparición en diferentes series de televisión, incluyendo The Cosby Show, Alias, The Drew Carey Show, George Lopez, Monk, The New Adventures of Old Christine, Seinfeld, Studio 60 on the Sunset Strip.
En la actualidad, es Gibbs uno de los 'trabajadores' de la serie Men at work que acaba de concluir su tercera temporada.